# Metalectra irentis
Metalectra irentis är en fjärilsart som beskrevs av Smith 1905. Metalectra irentis ingår i släktet Metalectra och familjen nattflyn. Inga underarter finns listade i Catalogue of Life.